# Život je vždy fajn
Život je vždy fajn (słow. Życie jest zawsze dobre) – singiel słowackiej pop piosenkarki Kristíny wydany w 2013.
Život je vždy fajn ukazał się 7 kwietnia 2013 roku na oficjalnej stronie youtube Kristíny. Piosenka zapowiada kompilację największych przebojów piosenkarki .

## Promocja
Po raz pierwszy Život je vždy fajn Kristina wykonała w telewizji słowackiej Tv JOJ 24 czerwca 2013 roku, gdzie zaprezentowała swój singiel w nowej odsłonie.

## Notowania
| Lista                           | Pozycja |
| ------------------------------- | ------- |
| Słowacja Rádio sk50 Oficiálna   | 6       |
| Słowacja RADIO TOP100 Oficiálna | 68      |
| Czechy RADIO cz50 Oficiální     | 20      |
| Czechy RADIO TOP100 Oficiální   | 94      |